# 441 Records
441 Records is een onafhankelijk Amerikaans platenlabel voor jazz, blues, rhythm & blues en elektronische muziek. Het label is gevestigd in een gebouw waar vroeger honderden gouden en platina platen werden opgenomen in de studio's van The Power House, in de Midtown West-buurt van New York. Deze studio's heten nu Avatar Studios. Het platenlabel wil jazzopnames die hier ooit gemaakt of gemixt zijn in licentie opnieuw uitgeven, maar ook materiaal uitbrengen dat nieuw in de Avatar Studios is opgenomen. Op het sublabel Test of Time Records wordt oud werk opnieuw uitgebracht. Het label 441 Records wordt geleid door Harvey Rosen.
Artiesten die op het label 441 Records uitkwamen zijn onder meer Joe Chambers (met Gary Bartz), David Murray, Don Friedman, Joe Farnsworth, Hank Jones met zijn The Great Jazz Trio, de Japanse groep Kiroro, Ronnie Mathews, Lonnie Plaxico, Michel Sardaby, Marlena Shaw en Grady Tate.